# Християнські демократи (Фінляндія)
Християнські демократи (фін. Kristillisdemokraatit (KD); швед. Kristdemokraterna) — фінська християнсько-демократична політична партія заснована в 1958 році із християнсько-демократичної фракції партії Національна коаліція. Партія має 6 місць із 200 у парламенті Фінляндії. Партія має 1 місце із 13 виділених для Фінляндії у Європарламенті (входить до фракції Європейської народної партії).